# Argyrobryum virescens
Argyrobryum virescens är en bladmossart som beskrevs av Kindberg 1883. Argyrobryum virescens ingår i släktet Argyrobryum, klassen egentliga bladmossor, divisionen bladmossor och riket växter. Inga underarter finns listade i Catalogue of Life.